# 諸野普
諸野 普（もろの ひろし、1951年10月7日 - ）は、日本の研究者。石川県金沢市出身。

## 経歴
石川県金沢市生まれ。県立金沢泉丘高校を卒業後、1975年に大阪大学基礎工学部制御工学科を卒業し、同年寺崎電気産業株式会社に入社した。
1992年、工場自動化を目的としたFA(Factory Automation)用ネットワーク標準であるMAP(Manufacturing Automation Protocol)をベースとしてそのサブネットワークを構成するためのMiniMAP規格を関連業界の研究者と共同で開発、工場に設置される各種の機械をMiniMAPで統合化した相互接続実証試験をFA展示会であるFNE’92で公開した。
1998年より国際工業標準化にたずさわり，この間，日本提案の国際工業標準作成に貢献した。2015年5月には経済産業省から工業標準化貢献者として表彰された。また、2019年には産業標準化への貢献に対して経産大臣表彰を受けた。(令和元年度　産業標準化事業表彰受賞者インタビュー Vol.19)
この間、ISO/TC8/SC6(船舶及び海洋技術専門委員会／航海及び操船分科委員会）のワーキンググループ委員として海運・船舶分野の情報化に関する日本提案による国際標準化に寄与した。特にISO16425,ISO19847,ISO19848の規格化にあたっては国際会議コンビーナとして規格制定に貢献した。（日本規格協会　規格・書籍・物品ページ）
2016年には国土交通省交通政策審議会海事分科会海事イノベーション部会メンバーを務めた。（国土交通省”交通政策審議会　海事分科会　海事イノベーション部会”資料）

## 略歴
- 1951年 - 石川県金沢市生まれ。
- 1969年 - 石川県立金沢泉丘高等学校卒業。
- 1975年 - 大阪大学基礎工学部制御工学卒業。